# Sebastián David Ferreira
Sebastián David Ferreira (nacido en Capital federal, Argentina) es un futbolista argentino que se desempeña como defensor central. Surgió de las inferiores del Club Atlético All Boys. Su actual equipo es Excursionistas.

## Clubes
| All Boys         | Argentina | 2001-2004       |
| Talleres (RE)    | Argentina | 2004-2005       |
| San Telmo        | Argentina | 2005-2007       |
| Talleres (RE)    | Argentina | 2008            |
| San Telmo        | Argentina | 2008-2010       |
| Estudiantes (BA) | Argentina | 2010-2012       |
| Temperley        | Argentina | 2012-2013       |
| San Telmo        | Argentina | 2013 - presente |